# 笠松はる
笠松 はる（かさまつ はる、1982年1月23日 - ）舞台を中心に活躍する女優。歌手。元劇団四季所属。大阪府吹田市出身。所属事務所はACTJPエンターテイメント（2015〜2023）→ ゴーチ・ブラザーズ（2023〜）。日本オペラ協会正会員（ソプラノ）。

## 略歴
5歳のころに法村・友井バレエ団でバレエを習い始め高校時代まで通う。小学5年生のときに旧大阪スタヂアムで上演されていたキャッツを観劇したことによりミュージカルファンとなり、以後小学生ながら吹田から難波まで一人で観劇に行くほどであった。
追手門学院高等学校、東京藝術大学音楽学部声楽科卒業、同大学院修士課程修了。2006年第16回日本クラシック音楽コンクール声楽部門大学院の部最高位。
2006年、劇団四季のオーディションに合格。聴講生としてレッスンに通う。翌年2007年2月の大学院修了審査後から本格的に四季に参加。
2007年4月に『ユタと不思議な仲間たち』のヒロイン、小夜子役で初舞台。
2007年9月8日の『ウェストサイド物語』東京公演初日よりヒロイン、マリアとして、
また2008年10月3日の『オペラ座の怪人』よりヒロイン、クリスティーヌ・ダーエ役として舞台に立つ。
2010年4月14日、『サウンド・オブ・ミュージック』のヒロイン、マリア役としてデビューし、以後も『赤毛のアン』アン・シャーリー役、『雪ん子』ゆき役、など次々と主役を務める。
2011年6月5日からは、平幹二朗を客演に迎えて開幕した『ヴェニスの商人』東京公演で初のストレートプレイに挑戦しネリサ役で同公演千秋楽まで出演。
2011年9月11日に開幕した『サウンド・オブ・ミュージック』大阪公演、同年10月2日に開幕した『オペラ座の怪人』東京公演ではそれぞれヒロインのスターティングキャストとして出演。
2012年5月26日から、6年半ぶりの再演となった『アスペクツ・オブ・ラブ』東京公演にて、主要キャストのひとり、ジュリエッタ・トラパーニ役デビュー。今までにない大人の女性の役で新境地を拓いている。
2013年9月18日、『ミュージカル李香蘭』の主役、李香蘭役としてデビュー。
同年「ジーザス・クライスト=スーパースター』マグダラのマリア役でもデビュー。
2015年02月28日に、Facebookにて2014年12月31日付けで退団をしていることを発表した。
2016年1月1日よりACT JPエンターテイメント株式会社とアーティスト契約。
ミュージカル、演劇、朗読舞台、オペラ、コンサートなど、様々なジャンルで活動。
ALLAboutミュージカル•アワード2017において『ねこはしる』のパフォーマンスが評価され、相手役神田恭兵と連名でベストフレンズ賞を受賞。
2020年1月、日本オペラ協会主催新作オペラ『紅天女』（作:美内すずえ/作曲:寺嶋民哉/オーチャードホール）に、全キャストオーデイションで選ばれ主演（阿古夜×紅天女役）。２役を演じ、大変な好評を得て本格的なオペラデビューを果たす。
この主演に伴い、「うたの雑誌ハンナ」2019年秋号の表紙を飾る。（ダブルキャストの小林沙羅と２人表紙）
2021年から4年連続で丸美屋食品ミュージカル『アニー』グレース役を続投。
2023年11月1日より有限会社ゴーチ・ブラザーズと所属契約。

## 人物
家族構成は両親、弟、祖母。幼少期に祖母の影響を受け宝塚歌劇団ファンだった。母はヨーロッパで活躍するソプラノ歌手。2022年バースデーライブ内で結婚していることを発表。

## 出演作品一覧

### 舞台・映像・コンサートなど
大学院時代（2005）
ミュージカル[GODSPELL ゴッドスペル]2005年10月〜11月　演出:青井陽治 東京芸術劇場(中ホール・現在のプレイハウス)

#### 劇団四季所属時代（2006年〜2014年）
(太字はヒロイン)
- ユタと不思議な仲間たち - 小夜子役
- ウェストサイド物語 - マリア役
- オペラ座の怪人 - クリスティーヌ・ダーエ役
- サウンド・オブ・ミュージック -  マリア役
- 赤毛のアン - アン・シャーリー役
- 雪ん子 - ゆき役
- ヴェニスの商人 - ネリサ役
- アスペクツ・オブ・ラブ - ジュリエッタ・トラパーニ役
- 夢から醒めた夢 - マコ役
- ミュージカル李香蘭 - 李香蘭役
- ジーザス・クライスト＝スーパースター　エルサレム版 - マグダラのマリア役

#### 劇団四季退団後 2015年〜現在
2015年
- 浅利慶太プロデュース公演『オンディーヌ』 - 水の精 役（ソロ）
- 浅利慶太プロデュース公演『ミュージカル李香蘭』（2015年8月 - 9月、JR東日本アートセンター自由劇場）[1] - 主演・李香蘭 役 ※ 野村玲子とダブルキャスト[2]
- 『MUZAジルベスターコンサート2015』ソリスト（2015年12月31日、ミューザ川崎シンフォニーホール）

2016年
- 1st.ソロコンサート『La Primavera!』（2016年3月20日・26日、東京・大阪）
- 『オーケストラで楽しむ映画音楽VII』ソリスト（2016年）
- 2nd.ソロコンサート『La Primavera Classica』オペラプレイ『声』コクトー作／プーランク曲（2016年8月13日） - 主演・女役 演出:原純
- 朗読劇『父と暮せば』井上ひさし作 / 共演：光枝明彦（2016年11月7日） - 美津江 役

2017年
- 『笠松はるBirthdayLive2017』（2017年1月23日）
- 30-DELUX ×SQUARE ENIX Special Theater 『ロマンシング サガ THE STAGE〜ロアーヌが燃える日〜』（2017年4月 - 5月、東京・大阪・名古屋・久留米） - ファティーマ 役
- 『花火の陰』（2017年5月 - 6月、中野テアトルBONBON） - 白幡由梨 役
- 映画『いつまた、君と〜何日君再来〜』公開記念イベント朗読音楽ライブ（2017年6月14日） - ストーリテラー・朗読
- ミュージカル『ボクが死んだ日はハレ』（作・演出:石丸さち子、2017年7月、シアター風姿花伝） - 三田村歌織 役
- 日下武史さん追悼公演『思い出を売る男』恋人ジェニー役 2017年9月
- 川崎市アートセンター会館10周年記念事業公演 ミュージカル『ねこはしる』（2017年10月） - 主演：ラン 役
- ブロードウェイミュージカル『アリージャンス/忠誠』ジャパンプレミア記念トークショー&コンサート（2017年11月9日） - ハンナ 役

2018年
- 『笠松はるBirthdayLive2018』（2018年1月13日・20日、東京・大阪）
- TipTapオリジナルミュージカル『Suicide Party』（2018年3月）
- 東宝『シークレット・ガーデン』（2018年6月 - 7月、シアタークリエ） - ローズ 役
- 笠松はるソロライブシリーズ『La Primavera!OSAKA』（2018年8月25日）
- 大人計画30祭 松尾スズキファミリーコンサート『なんとかここまで起訴されず』（2018年12月25日・26日、スパイラルガーデン） - 松尾ファミリーとして歌唱
- 『MUZAジルベスターコンサート2018』ソリスト（2018年12月31日、ミューザ川崎シンフォニーホール）

2019年
- コンサート『À La Liberté  浅利慶太先生への感謝をこめて』（2019年2月9日）
- 笠松はるソロライブシリーズ『La Primavera2019春』（2019年3月30日）
- 30-DELUX Actionplay musical theatre featuring 宇宙SIX『のべつまくなし』（2019年4月 - 5月、東京・大阪・名古屋・北九州） - 出雲也哉子 役
- ミュージカル『カリソメノカタビラ』（作・演出:荻田浩一、2019年9月、浅草九劇）-マリー・アントワネット/ポンパドゥール夫人役

2020年
- スーパーオペラ 歌劇『紅天女』初演（2020年1月12,14日Bunkamuraオーチャードホール）主演 阿古夜×紅天女役 日本オペラ協会主催
- 『花火の陰』（2020年2月、三越劇場） - 白幡由梨 役
- リーディングドラマ『シスター』（2020年7月、博品館劇場、無観客配信公演）姉 役
- 『フリムンシスターズ』（作・演出 松尾スズキ、 2020年10月24日〜12月6日、Bunkamuraシアターコクーン、オリックス劇場）八千代 / 鮪女 役

2021年
- 丸美屋食品ミュージカル『アニー』（2021年4月25日〜5月10日予定が緊急事態宣言に伴い4/25初日2回のみで公演ストップ、新国立劇場中劇場）グレース役
- 『夢から醒めた夢』（浅利演出事務所公演、2021年5月25日〜6月6日 自由劇場）マコ役
- unrato#7 『楽屋〜流れ去るものはやがてなつかしき〜』（2021年9月16日〜24日 赤坂RED THEATER）女優C 役
- 丸美屋食品ミュージカル『アニー クリスマスコンサート 2021』（2021年12月19〜21日 新国立劇場中劇場）

2022年
- 丸美屋食品ミュージカル『アニー』（2022年4月23日〜5月8日 新国立劇場中劇場）（同年8月全国ツアー）グレース役 2年目
- 『笠松はる Birthday Live2022』（2022年6月18日 天王洲KIWA ※同年1月23日公演がコロナ禍で延期）
- COCOON PRODUCTION 2022『ツダマンの世界』（作・演出 松尾スズキ、2022年11月23日〜12月18日地 Bukamuraシアターコクーン・12月23日〜29日 京都ロームシアターメインホール）神林房枝役

2023年
- COCOON PRODUCTION 2023『シブヤデマタアイマショウ』（作・演出 松尾スズキ）2023年3月30日夜公演ゲスト出演
- 丸美屋食品ミュージカル『アニー』（2023年4月22日〜5月8日 新国立劇場中劇場）（同年8月全国ツアー）グレース役 3年目
- untato#10『三人姉妹』（2023年9月23日〜9月30日）ナターシャ役
- 『ミュージカル・ミーツ・ウインド・オーケストラ』（2023年10月7日 北九州ソレイユホール）シンガーソリスト

2024年
- 丸美屋食品ミュージカル『アニー』（2024年4月20日〜5月7日 新国立劇場中劇場）グレース役 4年目[3]
- Duo Live『TWINS』（2024年6月23日 天王洲アイルKIWA）
- 朗読劇『蒲田行進曲』演出:松尾スズキ（2024年10月19日・20日、京都芸術劇場 春秋座）[4] 小夏 役
- 舞台『モンスター』（2024年11月30日〜12月28日、松下IMPホール 他）ジョディ 役[5]

2025年
- Reading Style Drama『君からのBirthday Card』（2025年1月25日、すみだパークシアター倉）[6]
- 『ミュージカル李香蘭』（2025年4月25日 - 5月11日、自由劇場）李香蘭 役[注釈 1][7]
- 『ミュージカル・ミーツ・ウインド・オーケストラ』（2025年6月7日、福岡市民ホール大ホール）シンガーソリスト
- 『歌喜劇 / 〜蘇る市場三郎 冥土の恋〜』（2025年6月30日 - 8月10日、東京グローブ座 他）[8]

2026年
- 『クワイエットルームにようこそ The Musical』（2026年1月12日 - 2月23日〈予定〉、THEATER MILANO-Za 他）[9][10]